# أندرو ويلسون
أندرو ويلسون (بالإنجليزية: Andrew Wilson) (و. 1852 – 1912 م) هو عالم حيواني، من المملكة المتحدة لبريطانيا العظمى وإيرلندا، توفي عن عمر يناهز 60 عاماً.

## أعمال بارزة
من أهم أعماله:
- Ant
- Antelope.